# Günther Reichelt
Günther Reichelt (* 26. Oktober 1926 in Schladen; † 1. Mai 2021) war ein deutscher Biologe, Geograph und Naturschützer.

## Leben
Reichelt besuchte von 1933 bis 1939 die Volksschule in Schladen und ab 1939 die Deutsche Oberschule in Aufbauform in Wolfenbüttel. 1941 wurde er in die Flieger-HJ eingezogen, ab 1943 war er Luftwaffenhelfer in Braunschweig und ab Sommer 1944 Soldat an der Westfront, wo er 1945 in amerikanische Kriegsgefangenschaft geriet.
1946 legte er die Zulassungsprüfung für ehemalige Kriegsteilnehmer ab und studierte von 1946 bis 1951 Biologie, Chemie und Geographie an der Georg-August-Universität Göttingen, wo er in einer Arbeitsgruppe von Franz Firbas arbeitete, danach an der Albert-Ludwigs-Universität Freiburg. 1951 legte er das Erste Staatsexamen ab, die Ergebnisse seiner Geländeuntersuchungen fasste er in einer Arbeit unter dem Titel Die Vegetation des Bollseegebiets bei Stolzenau und ihre Entwicklungsgeschichte zusammen.
Nach einer kurzen Anstellung in der Bundesanstalt für Vegetationskartierung bei Reinhold Tüxen in Stolzenau war Reichelt von 1951 bis 1954 Wissenschaftlicher Mitarbeiter für Pflanzensoziologie und experimentelle Ökologie am Staatlichen Forschungsinstitut für Höhenlandwirtschaft in Donaueschingen.
Von 1954 bis 1964 war er zunächst Studienreferendar, Studienassessor und ab 1959 Studienrat in Donaueschingen, Freiburg, Baden-Baden und Villingen. 1960 wurde er an der Universität Freiburg bei Nikolaus Creutzburg mit einer Dissertation über quartäre Ablagerungen im Hotzenwald zum Dr. rer. nat. promoviert.
1964 bis zu seinem Eintritt in den Ruhestand 1988 war Reichelt Leiter des Fachseminars für Biologie als Gymnasialprofessor und ab 1970 als Professor am Staatlichen Studienseminar Rottweil.
1972 bildete Reichelt zusammen mit Ernst Waldemar Bauer und anderen eine private Lehrplankommission, die neue Lehrpläne für den Biologieunterricht an allgemeinbildenden Schulen erarbeitete, die später auch verbindlich wurden. Von 1978 bis 1983 war Reichelt außerdem Lehrbeauftragter für ökologische Grundlagen des Umweltschutzes an der Fachhochschule Furtwangen.

## Wissenschaftliche Forschung
Reichelt hat sich mit verschiedenen Aspekten der Geowissenschaften und Ökologie wissenschaftlich befasst. So arbeitete er unter anderem über die eiszeitliche Vergletscherung des Südschwarzwaldes, deren Methoden er später bei Untersuchungen zum selben Thema mit Fritz Fezer im Nordschwarzwald, im Harz und Thüringer Wald anwandte. Seine Methode der Rundungsgradanalyse wurde von anderen Forschern auch in Skandinavien, Japan, der Sahara, der Namib, der Antarktis und in Neuseeland angewandt; sie gilt inzwischen als Standardmethode der Morphometrie.
Anfang der 1960er Jahre bearbeitete Reichelt im Auftrag der Bundesanstalt für Landeskunde, Remagen, das Blatt Freiburg (1:200000) für das Handbuch der naturräumlichen Gliederung Deutschlands, bei der er die Einheiten vor allem an ökologischen (vegetationskundlichen) und geomorphologischen sowie klimatologischen Kriterien zu fassen versuchte, die später von mehreren Bearbeitern übernommen worden sind.
Nachdem sich Reichelt bereits um 1955 mit Auswirkungen des Mikroklimas auf bewässerte Mittelgebirgswiesen sowie mit Spätfrostschäden im Grünland wissenschaftlich befasst hatte, bearbeitete er um 1960 klimatologische Aspekte und ihre Auswirkungen auf die Waldvegetation im Baar-Gebiet. Dabei konnte er zeigen, dass die damaligen waldbaulichen Probleme mit der Begründung von Rotbuchenbeständen weniger auf die ursprünglichen klimatischen Bedingungen zurückzuführen, sondern „hausgemacht“ sind. Da nämlich die kahlen Hänge der Baar als „Kühlflächen“ für abfließende Kaltluft wirken, kommt es zur Schädigung der jungen Buchen durch Spätfröste. Diese Situation wurde durch die Abholzung im Mittelalter geschaffen, während ursprünglich Laubbäume, insbesondere die Rotbuche die Wälder in diesem Gebiet beherrscht hatten.
Auf überregionales Interesse stießen Reichelts Untersuchungen zum „Waldsterben“, die er in den Jahren 1981 bis 1986 unternahm. Bei den Kartierungen, die Reichelt mit seinen Mitarbeitern zunächst in der Region Schwarzwald-Baar-Heuberg durchführte und später auf Süddeutschland und Ostfrankreich ausdehnte, wurden auf gleich großen Probequadranten Schadstufen an Bäumen kartiert und dann in Form sogenannter „Isomalen“, also Linien gleicher Schadenshöhe, ausgewertet. Für seine vergleichsweise einfache Methode erhielt Reichelt damals überwiegend Unterstützung in der wissenschaftlichen Zunft.
Heftigen Widerspruch erhielt Reichelt jedoch, als er bei der Auswertung der Daten auf eine Korrelation zwischen den Schadensbefunden und Standorten von Atomkraftwerken stieß, so etwa in der Umgebung der Kernkraftwerke Obrigheim, Beznau in der Schweiz oder Brennilis in der Bretagne. Um seine Thesen zu stützen, dehnte Reichelt seine Kartierungen auch auf Gebiete mit Uranerzlagern aus, so etwa auf den Schwarzwald (Wittichen) sowie auf sechs Standorte im Fichtelgebirge. Während er etwa in dem Tübinger Ordinarius für Pflanzenphysiologie, Helmut Metzner, dem Forstbotaniker Peter Schütt und der Physikerin Inge Schmitz-Feuerhake Fürsprecher fand, wandten sich Professoren der Universität Freiburg wie Hans Mohr, Arno Bogenrieder oder Günther Osche vehement gegen seine Interpretationen. Seine Thesen wurden von einem großen Teil der Scientific community heftig abgelehnt und werden heute kaum mehr diskutiert.

### Naturschutz
Reichelt hat sich früh für den Naturschutz engagiert und war von 1959 bis 1970 Kreisbeauftragter für Naturschutz und Landschaftspflege im Landkreis Villingen. Zudem war er wesentlich am Aufbau des privaten Naturschutzes in Baden-Württemberg beteiligt. So gründete er 1971 die „Arbeitsgemeinschaft Umweltschutz Schwarzwald-Baar-Heuberg“, die zusammen mit der „Aktion Umweltschutz Freiburg“ sowie der „Arbeitsgemeinschaft Naturschutz Bodensee“ unter der Leitung von Gerhard Thielcke einer der drei Wurzeln des 1973 gegründeten „Bund Natur- und Umweltschutz Baden-Württemberg“, der zum Landesverband des BUND wurde. 
Besondere Verdienste hat sich Günther Reichelt um den Aufbau des Dachverbandes der Naturschutzverbände Baden-Württembergs erworben. So wurde er 1976, im Jahr der Anerkennung des Verbandes zum Landesnaturschutzverband Baden-Württemberg, als stellvertretender, 1983 als Erster Vorsitzender gewählt. In seiner Amtszeit bis 1991 hat er den LNV trotz konkurrierender Interessen der Mitgliedsverbände untereinander und deren Anspruch auf Eigenständigkeit gegenüber dem Dachverband zu einem respektierten Sprachrohr der Natur- und Umweltinteressen in Öffentlichkeit und Politik geformt.

### Funktionen
- 1964–1978: Vorsitzender der Abteilung Naturgeschichte im Verein für Geschichte und Naturgeschichte der Baar
- 1964–2005 Schriftleiter der „Schriften der Baar“
- 1971–1989: Vorsitzender der „Arbeitsgemeinschaft Umweltschutz Schwarzwald-Baar-Heuberg“
- 1976–1985: Stellvertretender Vorsitzender des BUND-Landesverbandes Baden-Württemberg
- 1982–1991: Vorsitzender des Landesnaturschutzverbandes Baden-Württemberg; zuvor ab 1976 geschäftsführender Vorsitzender
- Mitglied der Landesbeiräte für Natur- und Umweltschutz der Landesregierung Baden-Württemberg
- Mitglied im Stiftungsrat der Stiftung Naturschutzfonds Baden-Württemberg
- 1983: Mitglied der „Arbeitsgruppe Forschung Waldsterben“ der Landesregierung
- 1984–1993: Mitglied des Umweltbeirats der Evangelischen Landeskirche Baden
- 1990: Mitglied Wissenschaftlicher Beirat der Europäischen Akademie für Umweltfragen

## Ehrungen und Auszeichnungen
- 1980: Verdienstorden der Bundesrepublik Deutschland (Verdienstkreuz am Bande)
- 1980: Mitglied des Alemannischen Instituts Freiburg und Tübingen
- 1986: Staatsmedaille für Land- und Forstwirtschaft Baden-Württemberg in Gold für hervorragende Verdienste um Ernährung, Landwirtschaft, Umwelt und Forsten
- 1989: Verdienstmedaille des Landes Baden-Württemberg

## Veröffentlichungen
(Auswahl)
- Quartäre Erscheinungen im Hotzenwald zwischen Wehra und Alb. In: Berichte der Naturforschenden Gesellschaft zu Freiburg. Band 50, 1960, S. 57–127 (zobodat.at [PDF; 6,5 MB; abgerufen am 22. April 2023]).
- Geographische Landesaufnahme: Die naturräumlichen Einheiten auf Blatt 185 Freiburg i. Br. Bundesanstalt für Landeskunde, Bad Godesberg 1964. → Online-Karte (PDF; 3,7 MB)
- Die Baar. Villingen-Schwenningen: Neckar-Verlag, 1972
- Vegetationsgeographie. mit Otti Wilmanns. Braunschweig: Westermann, 1973
- Wurzeln der Umweltkrise - ethische Gesichtspunkte zum Umweltschutz. Stuttgart: Landesnaturschutzverb., 1979
- Wie krank ist unser Wald? Freiburg: BUND-Verlagsges., 1983
- Der sterbende Wald in Südwestdeutschland und Ostfrankreich. Freiburg: BUND-Verlagsges., 1984
- Waldschäden durch Radioaktivität? Karlsruhe: C. F. Müller, 1985
- Lasst den Rhein leben! Düsseldorf: Girardet, 1986
- Wo Donau und Neckar entspringen: die Baar. Donaueschingen: Mory, 1990
- Malerische Baar. Konstanz: Stadler, 1991
- Wach sein für morgen. Stuttgart: Theiss, 1992
- Die Baar 1945 bis 1995. - Villingen-Schwenningen: Kuhn, 1995
- Lebensraum Erde. Mit Helmut Metzner. - Stuttgart: Hirzel, 1997
- Baarwanderungen. Donaueschingen: Verein für Geschichte und Naturgeschichte der Baar, 2004
- Steinige Landschaften. Mein wissenschaftliches Ackerfeld. 88 Seiten, Moog-Druck, Donaueschingen 2006
- Baartage. Donaueschingen: Mory, 2008